# Przeciszów
Przeciszów is een dorp in het Poolse woiwodschap Klein-Polen, in het district Oświęcimski. De plaats maakt deel uit van de gemeente Przeciszów en telt circa 4000 inwoners.

## Verkeer en vervoer
- Station Przeciszów